# Adenodolichos helenae
Adenodolichos helenae är en ärtväxtart som beskrevs av Buscal. och Reinhold Conrad Muschler. Adenodolichos helenae ingår i släktet Adenodolichos och familjen ärtväxter. Inga underarter finns listade i Catalogue of Life.